# Harpyia (Hündin)

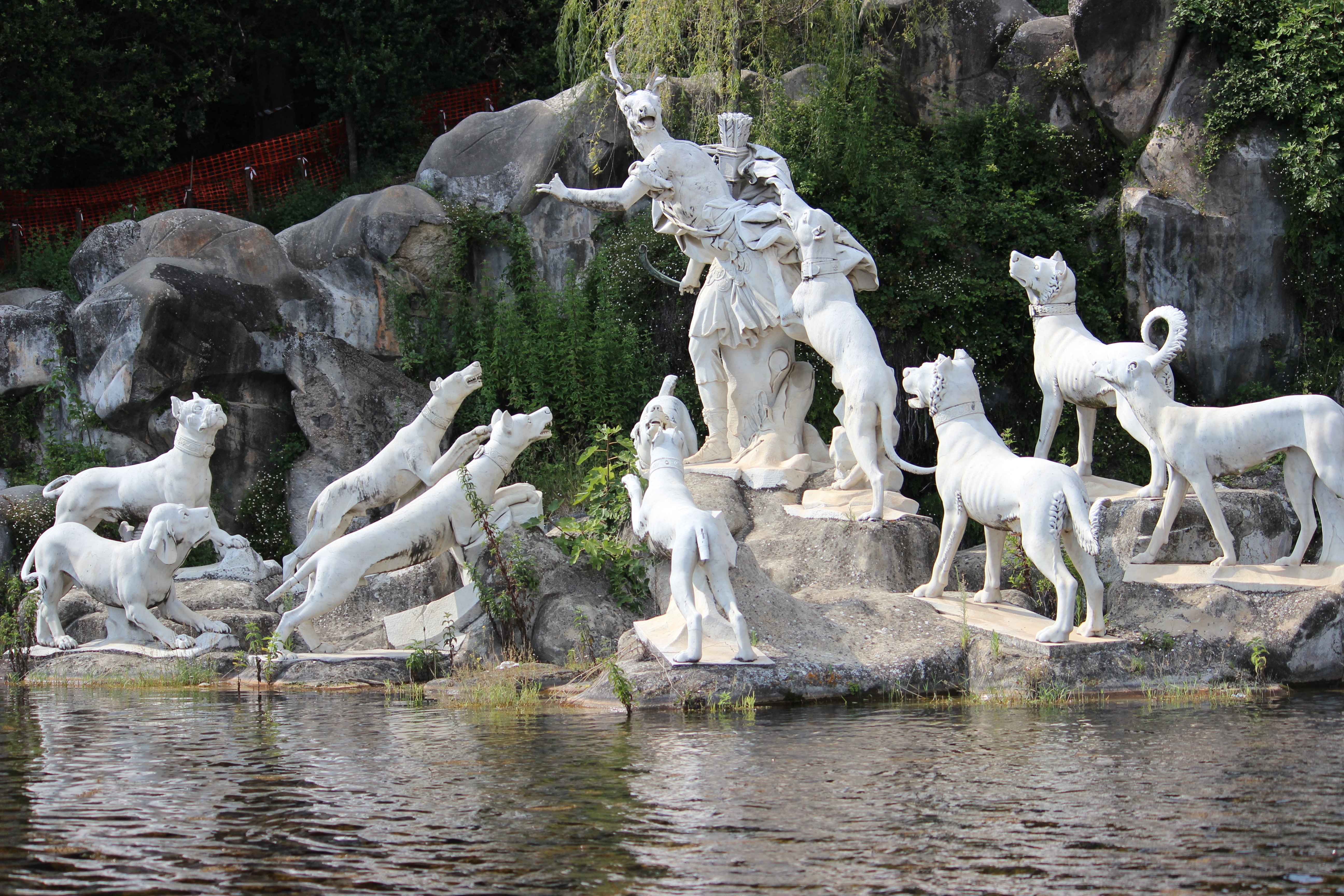
Barocke Darstellung Aktaions in Hirschgestalt mit seinen Hunden im Diana-und-Aktaeon-Brunnen des Palastes von Caserta, 18. Jahrhundert

Harpyia (altgriechisch Ἃρπυια) ist in der griechischen Mythologie eine Hündin des Aktaion.
Aktaion war ein mythologischer Jäger, der eines Tages unabsichtlich die Göttin Artemis (bzw. deren römische Entsprechung, Diana) beim Bade überraschte. Diese verwandelte ihn daraufhin in einen Hirsch, der dann von seinen eigenen Jagdhunden, darunter Harpyia, zerfleischt wurde. Harypia wird in drei Versionen der Sage des Aktaion erwähnt: Bei Aischylos, Ovid und Hyginus. Laut Ovids Metamorphosen begleiteten sie zwei ihrer Söhne.
Der Name der Harpyia mag von den Harpyien inspiriert sein, Vogelmischwesen, die in der griechischen Mythologie häufig Menschen töteten.